# کریستین کلر
کریستین کلر (به انگلیسی: Christian Keller) (زادهٔ ۳ اوت ۱۹۷۲) شناگر اهل آلمان است.